# Nick Eversman
Nick Eversman (Madison, Wisconsin, 15 de febrero de 1986) es un actor estadounidense. Es conocido por su papel como Michael Winstone en la serie de televisión dramática Missing.

## Filmografía

### Cine
- The Kari Files (2009) ... Silverstein
- Innocent (2009) ... Shane
- The Runaways (2010) ... Ricky
- Vampires Suck (2010) ... Jeremiah
- Hellraiser: Revelations (2011) ... Steven Craven
- Urban Explorer (2011) ... Denis
- Beverly Hills Chihuahua 3: Viva la Fiesta! (2012) ... Phil (voz)
- Deep Dark Canyon (2012) ... Skylar Towne
- Get on Up (2014) ... Mick Jagger
- At the Devil's Door (2014) ... Calvin
- Pretty Boy (2014) ... Sean Collins
- Wild (2014) ... Richie
- The Duff (2015) ... Toby Tucker
- Victor (2015) ... Razor
- Mother, May I Sleep with Danger? (2016) ... Bob
- Billy Boy (2017) ... Greg Basualdo
- Juveniles (2018) ... Elliot

### Televisión
- A Marriage (2009) ... Jake Gabriel (TV film)
- Ghost Whisperer (2010) ... Mike Walker (1 episodio)
- CSI: Miami (2010) ... Todd Bradstone (1 episodio)
- House M.D. (2010) ... Nick (1 episodio)
- NCIS (2011) ... Judd Stern (1 episodio)
- Cinema Verité (2011) ... Grant Loud (TV film)
- Missing (2012) ... Michael Winstone (cast principal)
- The Tomorrow People (2013 - 2014) ... Kurt Rundle (personaje recurrente)
- Agents of S.H.I.E.L.D. (2015) ... Shane Larson (1 episodio)
- Once Upon a Time (2016 - 2017) ... First Mate/Liam Jones III (2 episodios)
- Electric Dreams (2017) ... Avishai (1 episodio)
- When We Rise (2017) ... Scott Rempel (cast principal)